# Липня (приток Ирмеса)
Липня (Ильмис) — река в России, протекает в Гаврилово-Посадском районе Ивановской области и Юрьев-Польском районе Владимирской области. Левый приток Ирмеса.

## География
Река берёт начало в селе Малолучинское Юрьев-Польского района Владимирской области. В 4 км от устья сливается со своим правым притоком рекой Дубенка. Устье реки находится в 45 км по левому берегу реки Ирмес. Длина реки составляет 22 км, площадь водосборного бассейна — 145 км².

## Данные водного реестра
По данным государственного водного реестра России относится к Окскому бассейновому округу, водохозяйственный участок реки — Нерль от истока и до устья, речной подбассейн реки — бассейны притоков Оки от Мокши до впадения в Волгу. Речной бассейн реки — Ока.
Код объекта в государственном водном реестре — 09010300812110000032647.